# Rino Marchesi
Rino Marchesi (San Giuliano Milanese, 11 giugno 1937) è un ex calciatore e allenatore di calcio italiano, di ruolo centrocampista o difensore.

## Carriera

### Giocatore

#### Club
Iniziò la sua carriera a Lodi, per poi approdare all'Atalanta dove disputò tre stagioni, dal campionato 1957-1958 al 1959-1960 (il primo e il terzo in Serie A, mentre il secondo in Serie B). Passò quindi alla Fiorentina dove rimase per sei stagioni, tutte giocate da titolare tranne l'ultima, quella del 1965-1966, in cui collezionò soltanto 2 presenze. Nell'annata 1960-1961 prese parte a Firenze al double formato dalla Coppa Italia e dalla Coppa delle Coppe, facendo registrare rispettivamente due presenze (con un gol) e una presenza; nella stagione 1965-1966 vinse con i gigliati una seconda Coppa Italia (manifestazione nella quale, tuttavia, non scese mai in campo), abbinandola alla Coppa Mitropa.
Nel 1966 si trasferì alla Lazio, insieme ai compagni viola Morrone e Castelletti. Con i biancocelesti disputò cinque campionati, collezionando 144 presenze in partite ufficiali (125 in campionato, 10 in Coppa Italia, 9 in Coppa delle Alpi) e 4 reti (tutte in campionato nonché su calcio di rigore), e vincendo nell'ultima stagione a Roma una Coppa delle Alpi. Fu inoltre il primo calciatore di movimento nella storia laziale a effettuare una sostituzione in campionato: in Lazio-Catanzaro (1-1) del 29 settembre 1969 prese il posto, all'inizio del secondo tempo, di Governato. Approdò quindi nel 1971 al Prato, in Serie C, dove due anni dopo chiuse la carriera agonistica.

#### Nazionale
Vanta 2 presenze con la maglia azzurra della Nazionale Italiana, con cui debuttò a Firenze il 15 giugno 1961, nella partita amichevole vinta per 4-1 contro l'Argentina.

### Allenatore
Esordì nel 1973 alla guida del Montevarchi, per poi sedere sulle panchine di provinciali quali Mantova, Ternana, Avellino, Como, Udinese, Venezia, SPAL e Lecce, nonché di blasonati club quali Napoli, Inter e Juventus.
Ottenne le maggiori soddisfazioni professionali quando nel 1981 portò il Napoli a sfiorare la conquista del suo primo scudetto, giungendo terzo in classifica al termine del campionato. Sempre alla guida della squadra partenopea, fu il primo allenatore italiano di Diego Armando Maradona.
Personaggio schivo e mai polemico, non riuscì a ottenere alla guida della Juventus risultati degni di nota, anche perché la formazione che gli venne affidata era ormai al termine del ciclo legato a Michel Platini. La disastrosa retrocessione in Serie B con il Lecce, nel 1994, pose di fatto fine alla sua carriera da allenatore.

## Statistiche

### Cronologia presenze e reti in nazionale
| Cronologia completa delle presenze e delle reti in nazionale ― Italia | Cronologia completa delle presenze e delle reti in nazionale ― Italia | Cronologia completa delle presenze e delle reti in nazionale ― Italia | Cronologia completa delle presenze e delle reti in nazionale ― Italia | Cronologia completa delle presenze e delle reti in nazionale ― Italia | Cronologia completa delle presenze e delle reti in nazionale ― Italia | Cronologia completa delle presenze e delle reti in nazionale ― Italia | Cronologia completa delle presenze e delle reti in nazionale ― Italia |
| Data                                                                  | Città                                                                 | In casa                                                               | Risultato                                                             | Ospiti                                                                | Competizione                                                          | Reti                                                                  | Note                                                                  |
| --------------------------------------------------------------------- | --------------------------------------------------------------------- | --------------------------------------------------------------------- | --------------------------------------------------------------------- | --------------------------------------------------------------------- | --------------------------------------------------------------------- | --------------------------------------------------------------------- | --------------------------------------------------------------------- |
| 15-6-1961                                                             | Firenze                                                               | Italia                                                                | 4 – 1                                                                 | Argentina                                                             | Amichevole                                                            | -                                                                     |                                                                       |
| 5-5-1962                                                              | Firenze                                                               | Italia                                                                | 2 – 1                                                                 | Francia                                                               | Amichevole                                                            | -                                                                     |                                                                       |
| Totale                                                                |                                                                       | Presenze                                                              | 2                                                                     |                                                                       | Reti                                                                  | 0                                                                     |                                                                       |

### Statistiche da allenatore
| Stagione            | Squadra         | Campionato      | Campionato | Campionato | Campionato | Campionato | Coppe nazionali | Coppe nazionali | Coppe nazionali | Coppe nazionali | Coppe nazionali | Coppe continentali | Coppe continentali | Coppe continentali | Coppe continentali | Coppe continentali | Altre coppe | Altre coppe | Altre coppe | Altre coppe | Altre coppe | Totale | Totale | Totale | Totale | % Vittorie | Piazzamento      |
| Stagione            | Squadra         | Comp            | G          | V          | N          | P          | Comp            | G               | V               | N               | P               | Comp               | G                  | V                  | N                  | P                  | Comp        | G           | V           | N           | P           | G      | V      | N      | P      | %          | Piazzamento      |
| ------------------- | --------------- | --------------- | ---------- | ---------- | ---------- | ---------- | --------------- | --------------- | --------------- | --------------- | --------------- | ------------------ | ------------------ | ------------------ | ------------------ | ------------------ | ----------- | ----------- | ----------- | ----------- | ----------- | ------ | ------ | ------ | ------ | ---------- | ---------------- |
| 1973-1974           | Montevarchi     | C               | 38         | 10         | 14         | 14         | CI-S            | 6               | 2               | 2               | 2               | -                  | -                  | -                  | -                  | -                  | -           | -           | -           | -           | -           | 44     | 12     | 16     | 16     | 27,27      |                  |
| 1974-1975           | Mantova         | C               | 38         | 9          | 18         | 11         | CI-S            | 12              | 5               | 4               | 3               | -                  | -                  | -                  | -                  | -                  | -           | -           | -           | -           | -           | 50     | 14     | 22     | 14     | 28,00      |                  |
| 1975-1976           | Mantova         | C               | 38         | 12         | 18         | 8          | CI-S            | ?               | ?               | ?               | ?               | -                  | -                  | -                  | -                  | -                  | -           | -           | -           | -           | -           | 38     | 12     | 18     | 8      | 31,58      |                  |
| Totale Mantova      | Totale Mantova  | Totale Mantova  | 76         | 21         | 36         | 19         |                 | 12              | 5               | 4               | 3               |                    | -                  | -                  | -                  | -                  |             | -           | -           | -           | -           | 88     | 26     | 40     | 22     | 29,55      |                  |
| 1977-1978           | Ternana         | B               | 38         | 14         | 14         | 10         | CI              | 4               | 2               | 0               | 2               | -                  | -                  | -                  | -                  | -                  | -           | -           | -           | -           | -           | 42     | 16     | 14     | 12     | 38,10      | 5º               |
| 1978-1979           | Avellino        | A               | 30         | 6          | 14         | 10         | CI              | 4               | 1               | 3               | 0               | -                  | -                  | -                  | -                  | -                  | -           | -           | -           | -           | -           | 34     | 7      | 17     | 10     | 20,59      | 11°              |
| 1979-1980           | Avellino        | A               | 30         | 7          | 13         | 10         | CI              | 4               | 1               | 2               | 1               | -                  | -                  | -                  | -                  | -                  | -           | -           | -           | -           | -           | 34     | 8      | 15     | 11     | 23,53      | 11°              |
| Totale Avellino     | Totale Avellino | Totale Avellino | 60         | 13         | 27         | 20         |                 | 8               | 2               | 5               | 1               |                    | -                  | -                  | -                  | -                  |             | -           | -           | -           | -           | 68     | 15     | 32     | 21     | 22,06      |                  |
| 1980-1981           | Napoli          | A               | 30         | 14         | 10         | 6          | CI              | 4               | 3               | 1               | 0               | -                  | -                  | -                  | -                  | -                  | TC          | 2           | 0           | 1           | 1           | 36     | 17     | 12     | 7      | 47,22      | 3°               |
| 1981-1982           | Napoli          | A               | 30         | 10         | 15         | 5          | CI              | 6               | 3               | 2               | 1               | CU                 | 2                  | 0                  | 2                  | 0                  | -           | -           | -           | -           | -           | 38     | 13     | 19     | 6      | 34,21      | 4°               |
| 1982-1983           | Inter           | A               | 30         | 12         | 14         | 4          | CI              | 11              | 6               | 2               | 3               | CdC                | 6                  | 2                  | 1                  | 3                  | -           | -           | -           | -           | -           | 47     | 20     | 17     | 10     | 42,55      | 3°               |
| feb.-mag. 1984      | Napoli          | A               | 10         | 4          | 3          | 3          | -               | -               | -               | -               | -               | -                  | -                  | -                  | -                  | -                  | -           | -           | -           | -           | -           | 10     | 4      | 3      | 3      | 40,00      | Sub. 12º         |
| 1984-1985           | Napoli          | A               | 30         | 10         | 13         | 7          | CI              | 7               | 3               | 3               | 1               | -                  | -                  | -                  | -                  | -                  | -           | -           | -           | -           | -           | 37     | 13     | 16     | 8      | 35,14      | 8°               |
| Totale Napoli       | Totale Napoli   | Totale Napoli   | 100        | 38         | 41         | 21         |                 | 17              | 9               | 6               | 2               |                    | 2                  | 0                  | 2                  | 0                  |             | 2           | 0           | 1           | 1           | 121    | 47     | 50     | 24     | 38,84      |                  |
| nov. 1985-1986      | Como            | A               | 20         | 6          | 12         | 2          | CI              | 6               | 2               | 2               | 2               | -                  | -                  | -                  | -                  | -                  | -           | -           | -           | -           | -           | 26     | 8      | 14     | 4      | 30,77      | Sub. 9º          |
| 1986-1987           | Juventus        | A               | 30         | 14         | 11         | 5          | CI              | 9               | 5               | 3               | 1               | CC                 | 4                  | 3                  | 0                  | 1                  | -           | -           | -           | -           | -           | 43     | 22     | 14     | 7      | 51,16      | 2°               |
| 1987-1988           | Juventus        | A               | 30+1       | 11         | 9+1        | 10         | CI              | 11              | 6               | 3               | 2               | CU                 | 4                  | 3                  | 0                  | 1                  | -           | -           | -           | -           | -           | 46     | 20     | 13     | 13     | 43,48      | 6°               |
| Totale Juventus     | Totale Juventus | Totale Juventus | 60+1       | 25         | 20+1       | 15         |                 | 20              | 11              | 6               | 3               |                    | 8                  | 6                  | 0                  | 2                  |             | -           | -           | -           | -           | 89     | 42     | 27     | 20     | 47,19      |                  |
| 1988-apr. 1989      | Como            | A               | 24         | 5          | 8          | 11         | CI              | 8               | 3               | 4               | 1               | -                  | -                  | -                  | -                  | -                  | -           | -           | -           | -           | -           | 32     | 8      | 15     | 12     | 25,00      | Eson.            |
| Totale Como         | Totale Como     | Totale Como     | 44         | 11         | 20         | 13         |                 | 14              | 5               | 6               | 3               |                    | -                  | -                  | -                  | -                  |             | -           | -           | -           | -           | 58     | 16     | 26     | 16     | 27,59      |                  |
| dic.1989-1990       | Udinese         | A               | 18         | 3          | 9          | 6          | -               | -               | -               | -               | -               | -                  | -                  | -                  | -                  | -                  | -           | -           | -           | -           | -           | 18     | 3      | 9      | 6      | 16,67      | Sub. 15º (retr.) |
| ago.-ott.1990       | Udinese         | B               | 8          | 2          | 4          | 2          | CI              | 4               | 1               | 0               | 3               | -                  | -                  | -                  | -                  | -                  | -           | -           | -           | -           | -           | 12     | 3      | 4      | 5      | 25,00      | Eson.            |
| Totale Udinese      | Totale Udinese  | Totale Udinese  | 26         | 5          | 13         | 8          |                 | 4               | 1               | 0               | 3               |                    | -                  | -                  | -                  | -                  |             | -           | -           | -           | -           | 30     | 6      | 13     | 11     | 20,00      |                  |
| gen.-mar. 1992      | Venezia         | B               | 9          | 3          | 4          | 2          | -               | -               | -               | -               | -               | -                  | -                  | -                  | -                  | -                  | -           | -           | -           | -           | -           | 9      | 3      | 4      | 2      | 33,33      | Sub., Eson.      |
| ott. 1992-apr. 1993 | SPAL            | B               | 22         | 6          | 8          | 8          | -               | -               | -               | -               | -               | -                  | -                  | -                  | -                  | -                  | -           | -           | -           | -           | -           | 22     | 6      | 8      | 8      | 27,27      | Sub., Eson.      |
| nov. 1993-1994      | Lecce           | A               | 23         | 2          | 3          | 18         | -               | -               | -               | -               | -               | -                  | -                  | -                  | -                  | -                  | -           | -           | -           | -           | -           | 23     | 2      | 3      | 18     | &8,70      | Sub. 18º (retr.) |
| Totale carriera     | Totale carriera | Totale carriera | 526+1      | 160        | 214+1      | 152        |                 | 96              | 43              | 31              | 22              |                    | 16                 | 8                  | 3                  | 5                  |             | 2           | 0           | 1           | 1           | 641    | 211    | 250    | 180    | 32,92      |                  |

## Palmarès

### Giocatore

#### Competizioni nazionali
- Coppa Italia: 2

Fiorentina: 1960-1961, 1965-1966
- Campionato italiano di Serie B: 2

Atalanta: 1958-1959
Lazio: 1968-1969

#### Competizioni internazionali
- Coppa delle Coppe: 1

Fiorentina: 1960-1961
- Coppa Mitropa: 1

Fiorentina: 1966
- Coppa delle Alpi: 1

Lazio: 1971